# Milan Entertainment
Milan Entertainment is een onafhankelijke Amerikaanse platenmaatschappij die soundtracks voor radio en televisie, elektronische muziek, platen van bekende artiesten en compilatiealbums met tango's, film- en Latijns-Amerikaanse muziek uitbrengt. Ook is de platenmaatschappij actief op het gebied van rock, spirituele jazz en wereldmuziek.

## Geschiedenis
Het label werd rond 1980 opgericht. In de loop van de jaren kwam het ook met twee sublabels, Chicooligan en Jade Music (voor klassieke muziek). In het midden van de jaren negentig werden de platen gedistribueerd door BMG, tegenwoordig is dat WEA. 
Artiesten die uitkwamen op Milan Entertainment waren onder meer Astor Piazzolla, Angelo Badalamenti en David Lynch, Randy Edelman, John Beltran en The Politik.    